# Materlândia
Materlândia este un oraș în Minas Gerais (MG), Brazilia.